# Rhipidomys latimanus
Rhipidomys latimanus és una espècie de mamífer rosegador de la família dels cricètids. Viu a altituds d'entre 450 i 3.000 msnm a les muntanyes de Colòmbia, l'Equador, Panamà i el Perú. Es tracta d'un animal nocturn, arborícola i solitari. El seu hàbitat natural són els boscos primaris. És una espècie en risc mínim, és a dir, no sembla que hi hagi cap amenaça significativa per a la seva supervivència.